# Affaire Henri Vuillemin
Henri Vuillemin, né le 3 avril 1915 dans le 15e arrondissement de Paris et mort le 26 février 1934 dans le 20e arrondissement de Paris, est un employé blessé mortellement par la police lors d'une manifestation antifasciste.

## Biographie

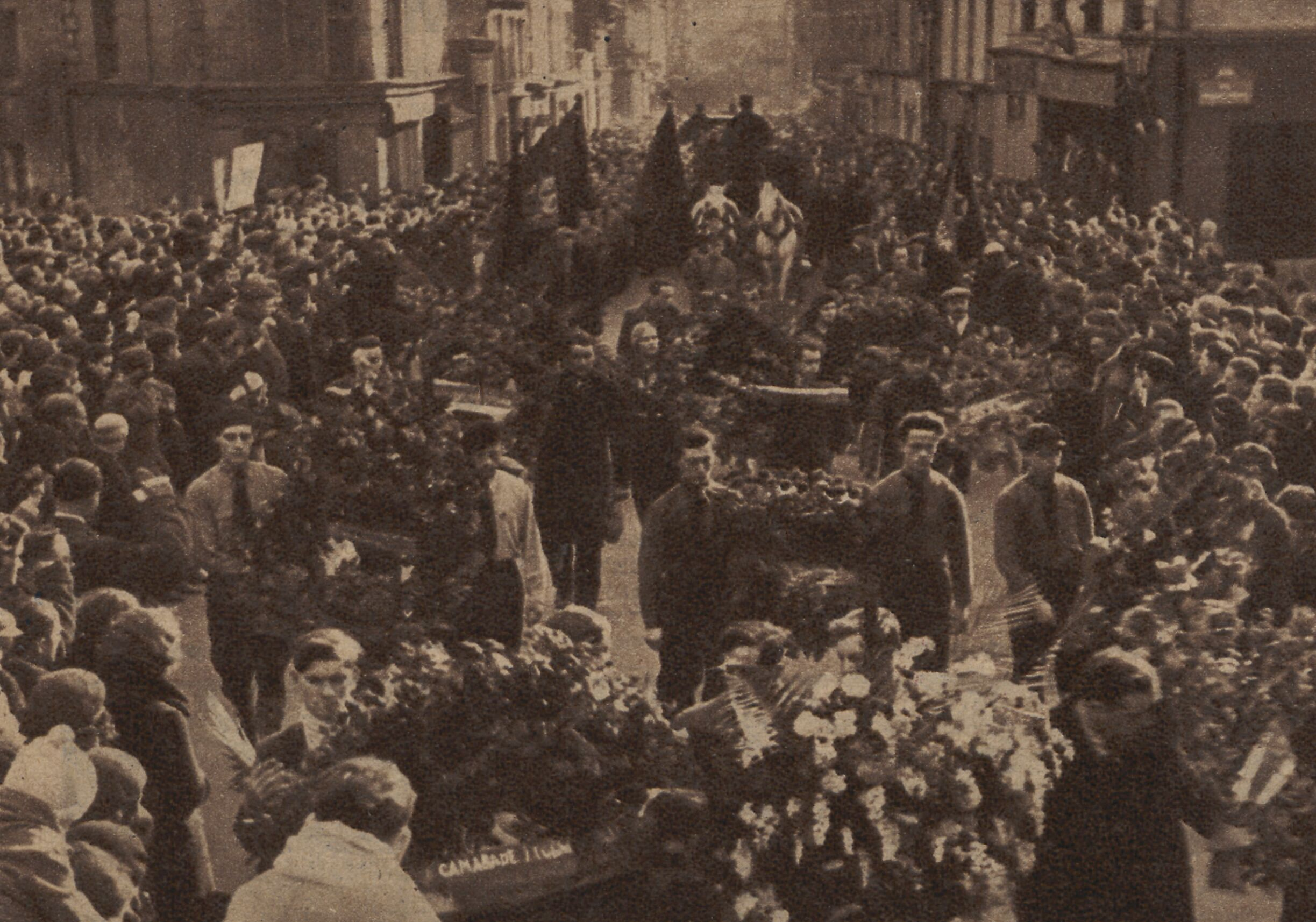
Obsèques d'Henri Vuillemin dans Regards du 9 mars 1934.

Le 26 février 1934, Henri Vuillemin participe à une contre-manifestation antifasciste en vue de protester contre une réunion des Jeunesses patriotes située rue des Pyrénées,. Selon les divers comptes-rendus de la presse, il est tué par balle et les policiers l'auraient matraqué,. Il aurait prétendument porté une barre de fer. Il est érigé comme un héros antifasciste des « journées de février 1934 » et même comme un « martyr » de la classe ouvrière.
Le policier Maugeant, responsable du tir mortel, invoque la légitime défense et obtient l’acquittement,.
Les obsèques du jeune Vuillemin sont célébrées le 4 mars 1934 en présence d'une foule nombreuse,.
En 1949, la mère d'Henri Vuillemin fait don du porte-monnaie qu'il avait sur lui lors de son décès, à Staline,.

## Postérité
Un bataillon des Brigades internationales porte son nom,.

## Sources
- André Marty, L'Épopée du bataillon Henri Vuillemin dans L'Avant-Garde, 1947[16]